# Kagan-beg
Kagan-beg (również Bek, Kagan-bek) – tytuł jednego z dwóch monarchów w Państwie Chazarów. Drugi człon nazwy pochodzi prawdopodobnie od tureckiego słowa Beg (Baig, per. بیگ) albo od  Beja.
Państwem Chazarów rządziło dwóch władców, z których jeden nosił tytuł kagana a drugi właśnie kagana-bega. W korespondencji Chazarów kagan-beg Józef określa się jako władca Chazarów, odmawiając władztwa kaganowi. Ponieważ opis pochodzi z czasów kampanii wojennej prawdopodobnie begowie posiadali władzę wojskową, chociaż istnieją też opinie, według których w czasie powstawania tekstu (ok. 950-960) doszło do utraty wpływów kagana. 
Niektóre źródła określają beków jako ishad (turkucki stopień wojskowy) lub malik. Wskazywało by to, że formalnie bek podlegał kaganowi, który sprawował niezależną władzę wojskową i cywilną. Współcześni badacze arabscy często przypisują temu pierwszemu władzę rytualną, sakralną  zaś drugiemu faktyczną polityczną.